# بلومینگتون (ایندیانا)
بلومینگتون (به انگلیسی: Bloomington) شهری در ایالت ایندیانا، ایالات متحده آمریکا است. در سرشماری سال ۲۰۰۰، جمعیت این شهر ۶۹٬۲۹۱ نفر اعلام شد. دانشگاه ایندیانا بلومینگتون با ۴۰٬۰۰۰ دانشجو در این شهر قرار دارد که بزرگترین دانشگاه در سامانه دانشگاهی ایندیانا محسوب می‌شود.

## جغرافیا
بلومینگتون در موقعیت ۳۹°۰۹′۴۴″شمالی ۸۶°۳۱′۴۵″غربی / ۳۹٫۱۶۲۱۴۷°شمالی ۸۶٫۵۲۹۰۴۵°غربی قرار گرفته است.

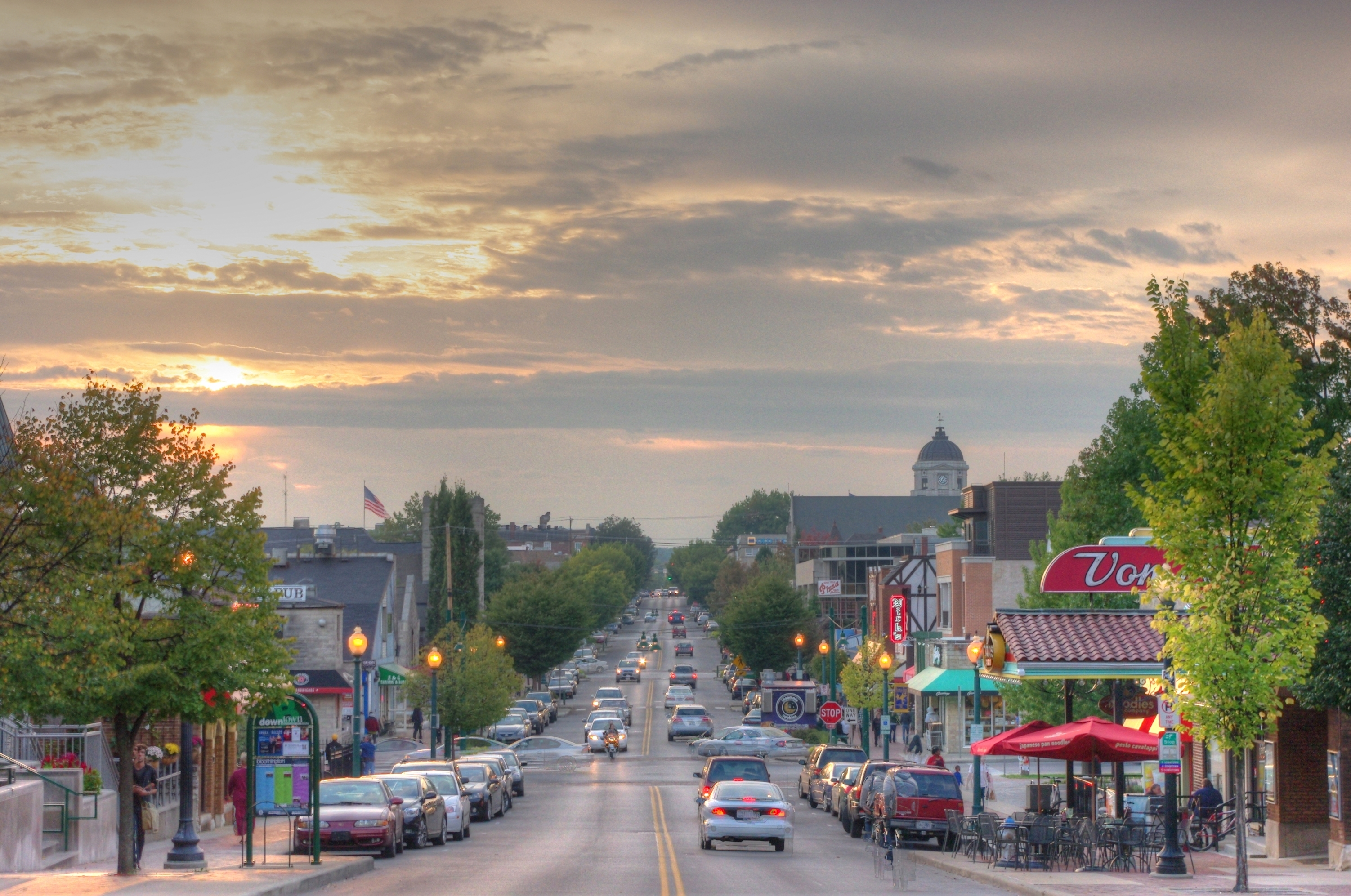
خیابان کرکوود
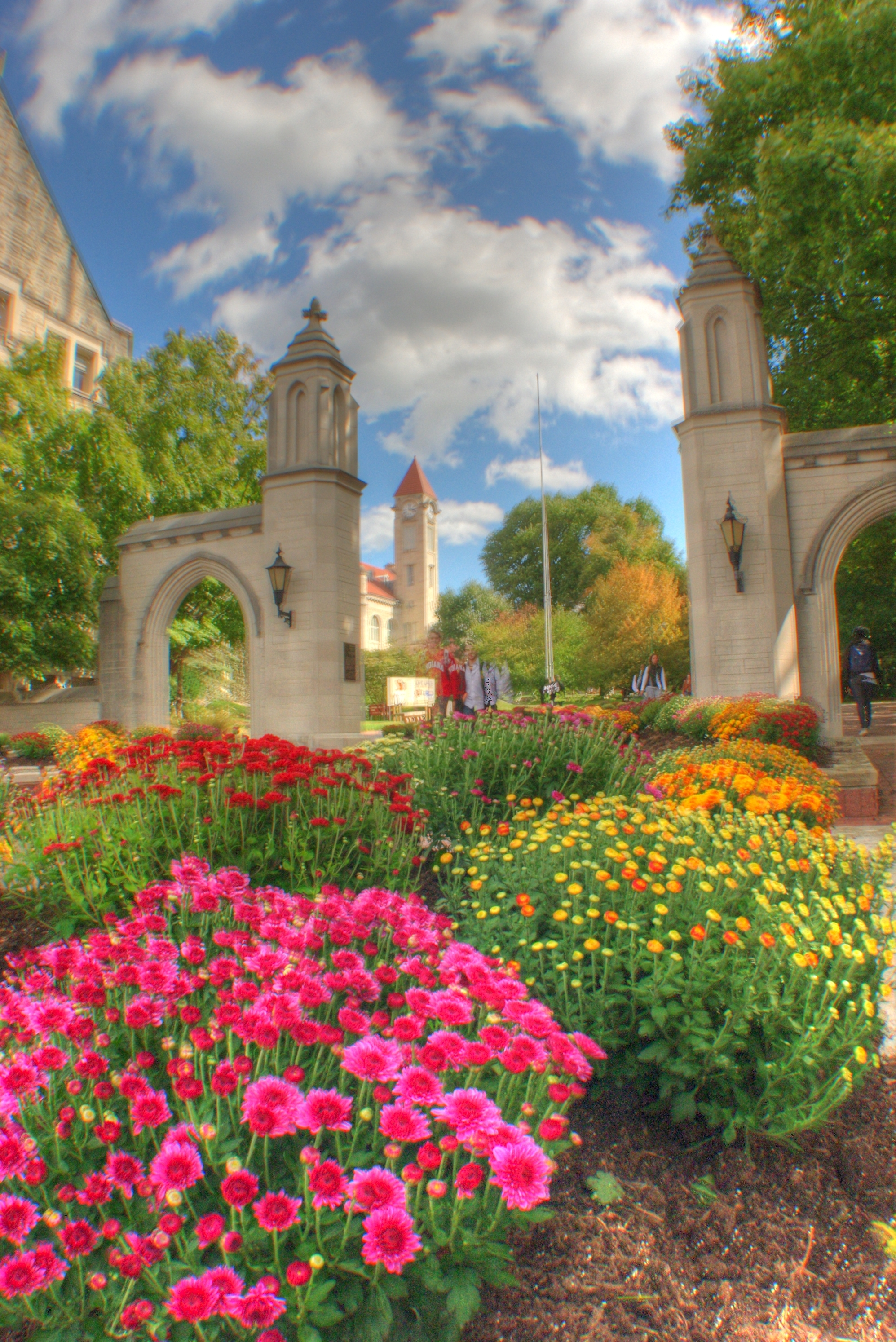
دانشگاه ایندیانا
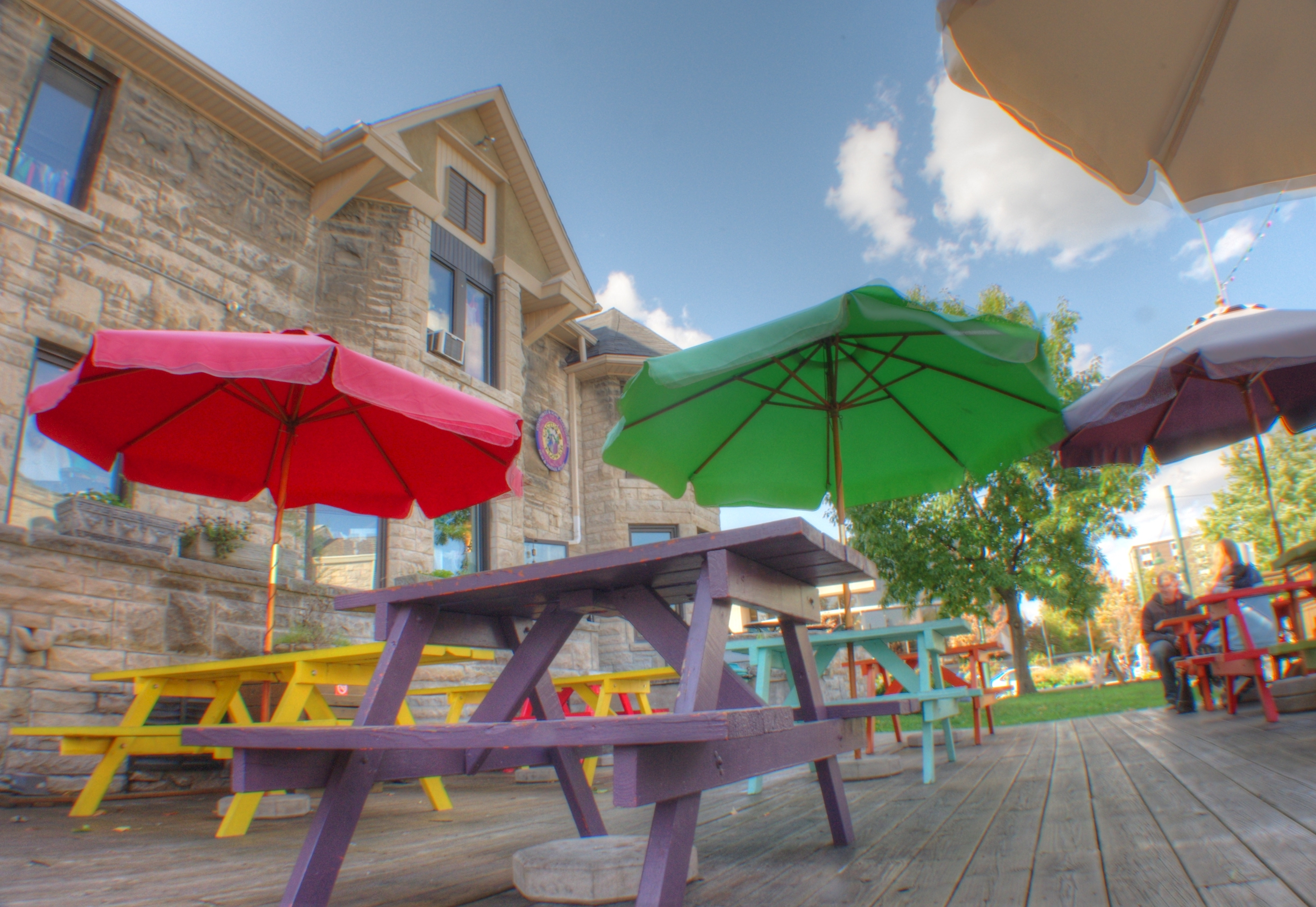
خیابان گرانت